# Bürg (Mondkrater)
Der Mondkrater Bürg befindet sich im Zentrum des 150 km großen Lacus Mortis im nordöstlichen Teil der Mondvorderseite. Er hat hohe terrassierte Wände und einen ausgeprägten doppelten Zentralberg. Seine Entstehungszeit wird dem Kopernikanischem Zeitalter zugerechnet.
Nahebei am südlichen Rand des Lacus Mortis befinden sich der Krater Plana und der Krater Mason.
Östlich von Bürg verläuft in südwestlicher Richtung das Rillensystem der Rimae Bürg, das an einer Stelle auch den Wallrand von Lacus Mortis durchbricht.
| Buchstabe | Position           | Durchmesser | Link |
| --------- | ------------------ | ----------- | ---- |
| A         | 46,87° N, 33,03° O | 11 km       |      |
| B         | 42,68° N, 23,45° O | 6 km        |      |

Der Krater wurde 1935 von der IAU nach dem österreichischen Astronomen Johann Tobias Bürg offiziell benannt.